# フリッツ・ヴィーデマン
フリッツ・ヴィーデマン（Fritz Wiedemann、1891年8月16日 - 1970年1月17日）は、ドイツの軍人。第一次世界大戦時アドルフ・ヒトラーの上官となり、ナチス・ドイツ時代はヒトラーの副官を務めた。

## 経歴
1891年8月16日、アウクスブルクで生まれる。1910年に高校を卒業すると、バイエルン陸軍の士官候補生となった。1912年には中尉に昇進している。しかし第一次世界大戦勃発の直前に事故にあったため、前線での任務につけないまま1915年10月、バイエルン予備歩兵第16連隊の副官となった。この連隊にはヒトラーと、後にナチス党の出版全国指導者となるマックス・アマンも所属しており、相互に面識を持っていた。ヴィーデマンはこの時のヒトラーを「口ひげが将校らしくない」など将校にはふさわしくない資質が目立ち、「指揮官としての能力が欠如していた」と評している。
戦争が終わるとヴィーデマンは除隊し、アルゴイ地方で酪農の仕事に従事した。その後ポストミュンスターで酪農事業を興した。1921年、ヴィーデマンは戦友会の会合でヒトラーと偶然再会し、突撃隊の隊長になるように要請されたが、この時は断っている。しかしやがて事業に行き詰まり、1933年にはアマンを通じてヒトラーの援助を求めた。ヒトラーはこれに応じ、この年の終わりにヴィーデマンはルドルフ・ヘスの副官の一人となった。1934年2月には新規入党禁止措置（Mitglieder-Aufnahmesperre der NSDAP）が敷かれているにもかかわらず、特例としてナチ党に入党している。
1935年1月、ヴィーデマンは国家社会主義自動車軍団の少将になり、さらにヒトラーの副官に就任した。彼には事業で培った経済知識があったため、副官の中でも重要な存在となっていった。1938年には帝国議会の議員となっている。1938年のオーストリア併合（アンシュルス）ではイギリスの諒解を取り付けるために、ハリファクス外相と会談し、重要な役割を果たした。この会談は、愛人のシュテファニー・ツー・ホーエンローエの尽力で実現したものだった。同年5月にヒトラーは遺言書を作成し、自分の死後もヴィーデマンに対して「党が厚意を示してくれる」ことを望む旨を記している。
しかし、実際にはこれらの時期を通じてヴィーデマンはヒトラーと一定の距離を取っていた。彼は『超悲観主義者』であり、ヒトラーの冒険的な政策に常に懐疑的な姿勢を保っていた。やがてヴィーデマンとヒトラーとの対立は深まり、1939年1月に副官を解任され、サンフランシスコの総領事に左遷された。1941年7月にアメリカ政府の命令ですべてのドイツ領事館が閉鎖されると、ヴィーデマンは中国に渡り、11月に天津の総領事となった。
終戦までヴィーデマンは中国におり、戦争にはほとんど関与しなかった。終戦後の1945年9月に逮捕され、ワシントンD.C.ついでニュルンベルクに送られた。10月5日にはニュルンベルク裁判で証人として出廷している。結局法廷からは何ら罪に問われることなく1948年5月に釈放された。ポストミュンスターに帰ったヴィーデマンは1970年に死亡するまで農業を営んでいた。
彼は著書において、チェコスロバキア併合などの政治的事件やT4作戦のようなナチス・ドイツの犯罪行為に関する数々の証言を記している。

## 著書
- Der Mann, der Feldherr werden wollte（1964年）